# Richard Durand
Richard Durand, pseudonimo di Richard van Schooneveld (Amsterdam, 1976), è un disc jockey e produttore discografico olandese.

## Biografia
Durand inizia la sua carriera nel 2005, tuttavia diventa celebre solo nel 2007 grazie ad una recensione positiva di Tiësto sulla rivista DJ Magazine. Quello stesso anno si classifica fra i primi cento migliori DJ del mondo in un sondaggio della rivista.
Le sue prime realizzazioni sono i singoli Make Me Scream e Slipping Away per l'etichetta discografica Terminal 4, ma il vero successo arriva con i remix dei singoli di Tiësto Lethal Industry, Flight 643 e Break My Fall, ed i rimaneggiamenti dei brani dei Prodigy Smack My Bitch Up e degli Snow Patrol Chasing Cars, che lo fanno entrare nella playlist di vari deejay come Armin van Buuren, Paul van Dyk, Ferry Corsten, Judge Jules e Eddie Halliwell.
Nel 2008, Durand remixa Toca's Miracle di Fragma ed Imagine di Armin van Buuren. Fra le sue produzioni da solista si può citare Weep featuring Skin degli Skunk Anansie pubblicata per la Perfecto Records.
Nel 2009 Durand ha remixato Madagascar degli Art of Trance, a cui è seguita la pubblicazione del suo primo album Always The Sun per la Magik Muzik / Black Hole Recordings. Dall'album sono stati estratti tre singoli Into Something, la title track Always The Sun e No Way Home.

## Discografia

### Singoli
Pubblicati su Terminal 4
- Make Me Scream (2005)
- Slipping Away (2006)
- Sunhump 2006 (2006)
- Any Time (2007)
- For the Believers 2.0 (2007)
- Inside My Brain (2007)
- Submerge (2007)
- Sweep and Repeat (2007)
- Ledged Up (2008)
- Predator vs. Cha Cha (2008)
- Weep (2008)
- Brotherhood (2015)
- Oxygen (2015)
- Wanted (2015)

Pubblicati su Magik Muzik
- Always the Sun (2009)
- No Way Home (2009)
- Into Something (2009)
- Silver Key (2009)
- Tiger's Apology (2009)
- N.Y.C. (con JES) (2010)
- Night and Day (con Christian Burns) (2010)
- Xelerate (2010)

Pubblicati su Reloaded Music
- Face of Chaos (2015)

### Album
- Always the Sun (2009)
- In Search of Sunrise 8: South Africa (2010)
- In Search of Sunrise 9: India (2011)
- In Search of Sunrise 10: Australia (2012)
- In Search of Sunrise 13.5: Amsterdam (with BT) (2015)